# Liste der Mitglieder des Senats im 23. Kongress der Vereinigten Staaten
Die Senatoren im 23. Kongress der Vereinigten Staaten wurden zu einem Drittel 1832 und 1833 neu gewählt. Vor der Verabschiedung des 17. Zusatzartikels 1913 wurde der Senat nicht direkt gewählt, sondern die Senatoren wurden von den Parlamenten der Bundesstaaten bestimmt. Jeder Staat wählt zwei Senatoren, die unterschiedlichen Klassen angehören. Die Amtszeit beträgt sechs Jahre, alle zwei Jahre wird für die Sitze einer der drei Klassen gewählt. Zwei Drittel des Senats bestehen daher aus Senatoren, deren Amtszeit noch andauert.
Die Amtszeit des 23. Kongresses ging vom 4. März 1833 bis zum 3. März 1835. Seine erste Tagungsperiode fand vom 1. Dezember 1833 bis zum 30. Juni 1834 in Washington, D.C. statt, die zweite Periode vom 2. Dezember 1834 bis zum 3. März 1835.

## Zusammensetzung und Veränderungen
Nach der Präsidentschaftswahl 1824 zerfiel das First Party System in mehrere Faktionen, von denen schließlich zwei übrigblieben, die Anhänger des späteren Präsidenten Andrew Jackson und seine Gegner. Aus der Jackson-Faktion entstand in den folgenden Jahren die bis heute bestehende Demokratische Partei, aus der Anti-Jackson-Faktion entstand zunächst die National Republican Party, später die United States Whig Party. Im 22. Kongress saßen am Ende seiner Amtszeit 24 Jacksonians, 22 Anti-Jacksonians sowie ein Nullifier im Senat, ein Sitz war vakant. Bei den Wahlen 1832 und 1833 gingen jeweils zwei Sitze von Anhängern Jacksons an seine Gegner und umgekehrt. Die Parlamente in Mississippi und Pennsylvania versäumten die rechtzeitige Wahl, was die Jacksonians zwei Sitze kostete. Zusätzlich wechselten die Senatoren Willie Person Mangum, Gabriel Moore und John Tyler ins Lager der Anti-Jacksonians, so dass diese zu Beginn des 23. Kongresses 25 Senatoren stellten, die Jacksonians nur noch 19, die Nullifier einen, wobei drei Sitze vakant waren. Zwei der vakanten Sitze wurden noch vor der ersten Sitzung besetzt, wodurch die Zahl der Anti-Jacksonians auf 26 stieg, die Nullifier hatten wieder beide Sitze von South Carolina inne. Kurz nach Beginn der Sitzungsperiode wählte auch Pennsylvania, so dass die Jacksonians auf 20 Sitze kamen. Durch eine Nachwahl im Februar 1834 konnten die Anti-Jacksonians ihre Mehrheit auf 27 gegen 19 Jacksonians und zwei Nullifier ausbauen, im Januar 1835 verloren sie wieder einen Sitz, so dass am Ende des 23. Kongresses 26 Anti-Jacksonians, 20 Jacksonians und zwei Nullifier im Senat saßen.

## Spezielle Funktionen
Nach der Verfassung der Vereinigten Staaten ist der Vizepräsident der Vorsitzende des Senats, ohne ihm selbst anzugehören. Bei Stimmengleichheit gibt seine Stimme den Ausschlag. Während des 23. Kongresses war Martin Van Buren Vizepräsident. Im Gegensatz zur heutigen Praxis leitete der Vizepräsident bis ins späte 19. Jahrhundert tatsächlich die Senatssitzungen. Ein Senator wurde zum Präsidenten pro tempore gewählt, der bei Abwesenheit des Vizepräsidenten den Vorsitz übernahm. Vom 4. März bis zum 1. Dezember 1833 war weiter der vom 22. Kongress gewählte Hugh L. White Präsident pro tempore, er versah das Amt weiter vom 2. Dezember bis zum 15. Dezember 1833. Vom 28. Juni bis zum 30. November 1834 war George Poindexter Präsident pro tempore, zum Ende des Kongresses am 3. März 1835 sowie weiter im 23. Kongress bis zum 6. Dezember 1835 John Tyler.

## Liste der Senatoren
Unter Partei ist vermerkt, ob ein Senator den Anhängern oder den Gegnern von Andrew Jackson zugeordnet wird oder der Nullifier Party angehörte. Unter Staat sind die Listen der Senatoren des jeweiligen Staats verlinkt. Die reguläre Amtszeit richtet sich nach der Senatsklasse: Senatoren der Klasse I waren bis zum 3. März 1839 gewählt, die der Klasse II bis zum 3. März 1835 und die der Klasse III bis zum 3. März 1837. Das Datum gibt an, wann der entsprechende Senator in den Senat aufgenommen wurde, eventuelle frühere Amtszeiten nicht berücksichtigt. Unter Sen. steht die fortlaufende Nummer der Senatoren in chronologischer Ordnung, je niedriger diese ist, umso größer ist in der Regel die Seniorität des Senators. Die Tabelle ist mit den Pfeiltasten sortierbar.
| Senator                | Partei           | Staat          | Klasse | Datum         | Sen. | Anmerkung                                                          |
| ---------------------- | ---------------- | -------------- | ------ | ------------- | ---- | ------------------------------------------------------------------ |
| William R. King        | Jacksonian       | Alabama        | II     | 14. Dez. 1819 | 232  |                                                                    |
| Gabriel Moore          | Anti-Jacksoniana | Alabama        | III    | 4. März 1831  | 313  |                                                                    |
| Nathan Smith           | Anti-Jacksonian  | Connecticut    | I      | 4. März 1833  | 328  |                                                                    |
| Gideon Tomlinson       | Anti-Jacksonian  | Connecticut    | III    | 4. März 1831  | 315  |                                                                    |
| Arnold Naudain         | Anti-Jacksonian  | Delaware       | I      | 7. Jan. 1830  | 303  |                                                                    |
| John Middleton Clayton | Anti-Jacksonian  | Delaware       | II     | 4. März 1829  | 296  |                                                                    |
| George Troup           | Jacksonian       | Georgia        | II     | 4. März 1829  | 197  | trat am 8. November 1833 zurück früher im 14. und 15. Kongress     |
| John Pendleton King    | Jacksonian       | Georgia        | II     | 21. Nov. 1833 | 332  | gewählt als Nachfolger von Troup                                   |
| John Forsyth           | Jacksonian       | Georgia        | III    | 9. Nov. 1829  | 220  | trat am 27. Juli 1834 zurück früher im 15. Kongress                |
| Alfred Cuthbert        | Jacksonian       | Georgia        | III    | 12. Jan. 1835 | 338  | gewählt als Nachfolger von Forsyth                                 |
| John M. Robinson       | Jacksonian       | Illinois       | II     | 11. Dez. 1830 | 306  |                                                                    |
| Elias Kane             | Jacksonian       | Illinois       | III    | 4. März 1825  | 268  |                                                                    |
| John Tipton            | Jacksonian       | Indiana        | I      | 3. Jan. 1832  | 320  |                                                                    |
| William Hendricks      | Anti-Jacksonian  | Indiana        | III    | 4. März 1825  | 267  |                                                                    |
| George M. Bibb         | Jacksonian       | Kentucky       | II     | 4. März 1829  | 160  | früher im 12. und 13. Kongress                                     |
| Henry Clay             | Anti-Jacksonian  | Kentucky       | III    | 10. Nov. 1831 | 270  | früher im 9. und 11. Kongress                                      |
| George A. Waggaman     | Anti-Jacksonian  | Louisiana      | II     | 15. Nov. 1831 | 318  |                                                                    |
| Josiah S. Johnston     | Anti-Jacksonian  | Louisiana      | III    | 15. Jan. 1824 | 259  | starb am 19. Mai 1833                                              |
| Alexander Porter       | Anti-Jacksonian  | Louisiana      | III    | 19. Dez. 1833 | 335  | gewählt als Nachfolger von Johnston                                |
| Ether Shepley          | Jacksonian       | Maine          | I      | 4. März 1833  | 327  |                                                                    |
| Peleg Sprague          | Anti-Jacksonian  | Maine          | II     | 4. März 1829  | 299  | trat am 1. Januar 1835 zurück                                      |
| John Ruggles           | Jacksonian       | Maine          | II     | 20. Jan. 1835 | 339  | gewählt als Nachfolger von Sprague                                 |
| Joseph Kent            | Anti-Jacksonian  | Maryland       | I      | 4. März 1833  | 325  |                                                                    |
| Ezekiel F. Chambers    | Anti-Jacksonian  | Maryland       | III    | 24. Jan. 1826 | 277  | trat am 20. Dezember 1834 zurück                                   |
| Robert H. Goldsborough | Anti-Jacksonian  | Maryland       | III    | 13. Jan. 1835 | 177  | gewählt als Nachfolger von Chambers früher im 13. bis 15. Kongress |
| Daniel Webster         | Anti-Jacksonian  | Massachusetts  | I      | 17. Dez. 1827 | 291  |                                                                    |
| Nathaniel Silsbee      | Anti-Jacksonian  | Massachusetts  | II     | 31. Mai 1826  | 281  |                                                                    |
| John Black             | Anti-Jacksoniana | Mississippi    | I      | 12. Nov. 1832 | 321  |                                                                    |
| George Poindexter      | Anti-Jacksoniana | Mississippi    | II     | 15. Okt. 1830 | 304  | Präsident pro tempore                                              |
| Thomas Hart Benton     | Jacksonian       | Missouri       | I      | 10. Aug. 1821 | 247  |                                                                    |
| Alexander Buckner      | Jacksonian       | Missouri       | III    | 4. März 1831  | 307  | starb am 6. Juni 1833                                              |
| Lewis F. Linn          | Jacksonian       | Missouri       | III    | 25. Okt. 1833 | 331  | gewählt als Nachfolger von Buckner                                 |
| Samuel Bell            | Anti-Jacksonian  | New Hampshire  | II     | 4. März 1823  | 253  |                                                                    |
| Isaac Hill             | Jacksonian       | New Hampshire  | III    | 4. März 1831  | 309  |                                                                    |
| Samuel L. Southard     | Anti-Jacksonian  | New Jersey     | I      | 4. März 1833  | 241  | früher im 16. bis 17. Kongress                                     |
| Theodore Frelinghuysen | Anti-Jacksonian  | New Jersey     | II     | 4. März 1829  | 297  |                                                                    |
| Nathaniel P. Tallmadge | Jacksonian       | New York       | I      | 4. März 1833  | 330  |                                                                    |
| Silas Wright           | Jacksonian       | New York       | III    | 4. Jan. 1833  | 324  |                                                                    |
| Bedford Brown          | Jacksonian       | North Carolina | II     | 9. Dez. 1829  | 301  |                                                                    |
| Willie Person Mangum   | Anti-Jacksoniana | North Carolina | III    | 4. März 1831  | 310  |                                                                    |
| Thomas Morris          | Jacksonian       | Ohio           | I      | 4. März 1833  | 326  |                                                                    |
| Thomas Ewing           | Anti-Jacksonian  | Ohio           | III    | 4. März 1831  | 308  |                                                                    |
| Samuel McKean          | Jacksonian       | Pennsylvania   | I      | 7. Dez. 1833  | 334  |                                                                    |
| William Wilkins        | Jacksonian       | Pennsylvania   | III    | 4. März 1831  | 316  | trat am 30. Juni 1834 zurück                                       |
| James Buchanan         | Jacksonian       | Pennsylvania   | III    | 6. Dez. 1834  | 337  | gewählt als Nachfolger von Wilkins                                 |
| Asher Robbins          | Anti-Jacksonian  | Rhode Island   | I      | 28. Okt. 1825 | 275  |                                                                    |
| Nehemiah R. Knight     | Anti-Jacksonian  | Rhode Island   | II     | 9. Jan. 1821  | 240  |                                                                    |
| John C. Calhoun        | Nullifier        | South Carolina | II     | 29. Dez. 1832 | 323  |                                                                    |
| William C. Preston     | Nullifier        | South Carolina | III    | 26. Nov. 1833 | 333  |                                                                    |
| Felix Grundy           | Jacksonian       | Tennessee      | I      | 19. Okt. 1829 | 300  |                                                                    |
| Hugh Lawson White      | Jacksonian       | Tennessee      | II     | 28. Okt. 1825 | 274  | Präsident pro tempore                                              |
| Benjamin Swift         | Anti-Jacksonian  | Vermont        | I      | 4. März 1833  | 329  |                                                                    |
| Samuel Prentiss        | Anti-Jacksonian  | Vermont        | III    | 4. März 1831  | 314  |                                                                    |
| John Tyler             | Anti-Jacksoniana | Virginia       | I      | 4. März 1827  | 290  | Präsident pro tempore                                              |
| William C. Rives       | Jacksonian       | Virginia       | II     | 10. Dez. 1832 | 322  | trat am 22. Februar 1834 zurück                                    |
| Benjamin W. Leigh      | Anti-Jacksonian  | Virginia       | II     | 26. Feb. 1834 | 336b | gewählt als Nachfolger von Rives                                   |

- a) Moore,[4] Black,[5] Poindexter,[6] Mangum[7] und Tyler[8] wurden ursprünglich als Jackson-Anhänger gewählt.
- b) Leigh steht in der Liste des Senats ohne Datum, das angegebene stammt aus der Biographie des Kongresses.[9]